# New South Wales Open
Het New South Wales Open is een jaarlijks golftoernooi in Australië, dat deel uitmaakt van de Australaziatische PGA Tour. Het werd opgericht in 1931 en wordt sindsdien gespeeld op verschillende golfbanen in de staat New South Wales. Het toernooi telt ook mee voor het puntensysteem van de Australische golfbond, Golf Australia.

## Geschiedenis
In 1931 werd het toernooi opgericht als het New South Wales Close Championship waaraan alleen golfers van de staat New South Wales konden deelnemen. In 1958 werd het toernooi een New South Wales Open Championship waaraan ook golfers buiten de staat New South Wales en het land Australië konden deelnemen.
In de jaren 1990 en 2000 stond dit toernooi op de kalender van de Von Nida Tour, de Challenge Tour van de Australaziatische PGA Tour. Echter, door de opkomst van de Aziatische PGA Tour werd de Von Nida Tour in 2009 opgeheven. Het toernooi maakt sinds 2009 deel uit van de Australaziatische PGA Tour.

## Winnaars
- 1931:  Charlie Gray
- 1932:  Sam Richardson
- 1933:  Jim Ferrier am
- 1934:  Sam Richardson
- 1935:  Jim Ferrier am
- 1936:  Jim Ferrier am
- 1937:  Jim Ferrier am
- 1938:  Jim Ferrier am
- 1939:  Norman Von Nida
- 1940-1945: Geen toernooi (WO II)
- 1946:  Norman Von Nida
- 1947:  Norman Von Nida
- 1948:  Norman Von Nida
- 1949:  Eric Cremin
- 1950:  Eric Cremin
- 1951:  Kel Nagle
- 1952:  Jim Moran
- 1953:  Norman Von Nida
- 1954:  Norman Von Nida
- 1955:  Bob Swinbourne
- 1956:  Frank Phillips
- 1957:  Kel Nagle
- 1958:  Les Wilson
- 1959:  Harry Kershaw
- 1960:  Frank Phillips
- 1961:  Peter Thomson
- 1962:  Frank Phillips
- 1963:  Peter Mills
- 1964:  Ted Ball
- 1965:  Colin McGregor
- 1966:  Frank Phillips
- 1967:  Bill Dunk
- 1968:  Kel Nagle
- 1969: Geen toernooi
- 1970:  Frank Phillips
- 1971:  Bill Dunk
- 1972:  Owen Beldham am
- 1973:  Ed Sneed
- 1974:  Ted Ball
- 1975:  Tony Gresham am
- 1976:  Jack Newton
- 1977:  Trevor McDonald
- 1978:  Greg Norman
- 1979:  Jack Newton
- 1980:  George Serhan
- 1981:  Bill Rogers
- 1982:  Bob Shearer
- 1983:  Greg Norman
- 1984:  Ian Baker-Finch
- 1985:  Ian Stanley
- 1986:  Greg Norman
- 1987:  Craig Parry
- 1988:  Greg Norman
- 1989:  Rodger Davis
- 1990:  Ken Trimble
- 1991: Geen toernooi
- 1992:  Craig Parry
- 1993: Geen toernooi
- 1994:  Darren Chivas
- 1995 - 2001: Geen toernooi
- 2002:  Terry Price
- 2003:  Craig Carmichael
- 2004:  Peter Lonard
- 2005:  Michael Wright
- 2006:  Rick Kulacz am
- 2007:  Jason Norris
- 2008:  Aaron Townsend

### Winnaars op de Australaziatische PGA Tour
| Jaar | Winnaar           | Score         | Score         | Info                                         |
| ---- | ----------------- | ------------- | ------------- | -------------------------------------------- |
| 2009 | Leigh McKechnie   | 281           | –7            |                                              |
| 2010 | Peter O'Malley po | 270           | –18           | Won de play-off van Tom Lewis en Peter Cooke |
| 2011 | Adam Crawford     | 274           | –6            |                                              |
| 2012 | Geen toernooi     | Geen toernooi | Geen toernooi | Geen toernooi                                |
| 2013 | Aron Price        | 269           | –19           |                                              |
| 2014 | Anthony Brown po  | 274           | –14           | Won de play-off van Josh Geary,              |

 Victorian PGA Championship ·
 Queensland PGA Championship ·
 Victorian Open ·
 New Zealand Open ·
 Fiji International ·
 Queensland Open ·
 South Pacific Open Championship ·
 Western Australian Open ·
 Perth International ·
 Western Australia PGA Championship ·
 New South Wales Open ·
 Australian Masters ·
 Australian Open ·
 New South Wales PGA Championship ·
 Australian PGA Championship